# Vilmos Kohut
Vilmos Kohut (* 17. Juli 1906 in Budapest; † 18. Februar 1986 ebenda) war ein ungarischer Fußballspieler. Der Stürmer konnte 1928 mit Ferencváros den Mitropapokal gewinnen und wurde bei der Weltmeisterschaft 1938 in Frankreich Vizeweltmeister.
Vilmos Kohut kam ab der Saison 1926/27 regelmäßig als linker Flügelstürmer in der professionellen ungarischen Liga zum Einsatz, damals spielte er noch an der Seite der ungarischen Fußball-Legende Imre Schlosser. In dieser Saison gewann Vilmos Kohut die ungarische Meisterschaft und konnte diesen Triumph auch ein Jahr später mit seiner Mannschaft wiederholen. 1928 kam der Flügelstürmer zudem bis ins Finale des Mitropapokals, dem Vorläuferwettbewerb des Europapokals. Ferencváros stand im Endspiel dem Vorjahresfinalisten SK Rapid Wien gegenüber und konnte sich 7:1 und 2:5 behaupten. Vilmos Kohut erzielte im Hinspiel zwei Treffer und schoss auch im verloren gegangenen Rückspiel ein Tor für die grünen Adler. Nachdem er mit Ferencváros noch 1932 ein weiteres Mal Meister geworden war und dabei mit dem Team alle Meisterschaftsspiele gewonnen hatte, wechselte er 1933 in die neu gegründete französische Profiliga zu Olympique Marseille.
Willy Kohut, wie er hier gerufen wurde, wurde bald zu einem der ersten Stars bei Olympique, hatte er doch noch sechs Jahre zuvor beim deklassierenden 13:1-Sieg Ungarns über die französische Nationalelf mitgewirkt und deren Torhüter Cottenet dabei zweimal überwunden. Mit OM wurde er 1935 und 1938 Sieger in der Coupe de France, schoss in den beiden Finalpartien gegen Stade Rennais und den FC Metz jeweils ein Tor. Den französischen Meistertitel konnte der ungarische Stürmer 1937 in Empfang nehmen. War der einstige ungarische Nationalspieler durch sein Auslandsengagement für die ungarische Auswahl uninteressant geworden, kehrte Vilmos Kohut bei der „Heim“-Weltmeisterschaft 1938 in Frankreich zurück ins Team, schoss auch den ersten Treffer bei der WM für die Ungarn. Die Mannschaft musste sich letztendlich erst im Finale Italien 2:4 geschlagen geben. In der Saison 1939/40 spielte er noch für den FC Antibes, der in der aufgrund des Kriegsausbruchs in drei regionale Staffeln aufgeteilten Liga allerdings ohne einen einzigen Punktgewinn das Schlusslicht der Südostgruppe bildete.

## Erfolge
- 1 × Mitropapokal: 1928
- 3 × Ungarischer Meister: 1926/27, 1927/28, 1931/32
- 1 × Französischer Meister: 1936/37
- 2 × Französischer Pokalsieger: 1934/35, 1937/38

- Teilnahme Weltmeisterschaft 1938: 2. Platz
- 26 Länderspiele und 14 Tore für die ungarische Fußballnationalmannschaft